# IC 1734
IC 1734 је спирална галаксија у сазвјежђу Пећ која се налази на листи објеката дубоког неба у Индекс каталогу.
Деклинација објекта је - 32° 44' 36" а ректасцензија 1h 49m 16,8s. Привидна величина (магнитуда) објекта IC 1734 износи 12,7 а фотографска магнитуда 13,4. IC 1734 је још познат и под ознакама ESO 353-48, MCG -6-5-3, IRAS 01470-3259, PGC 6679.